# Krzysztof Kolba
Krzysztof Kolba (ur. 28 sierpnia 1952 w Gdańsku, zm. 30 grudnia 2019 w Elblągu) – polski aktor teatralny i filmowy, śpiewak.

## Życiorys

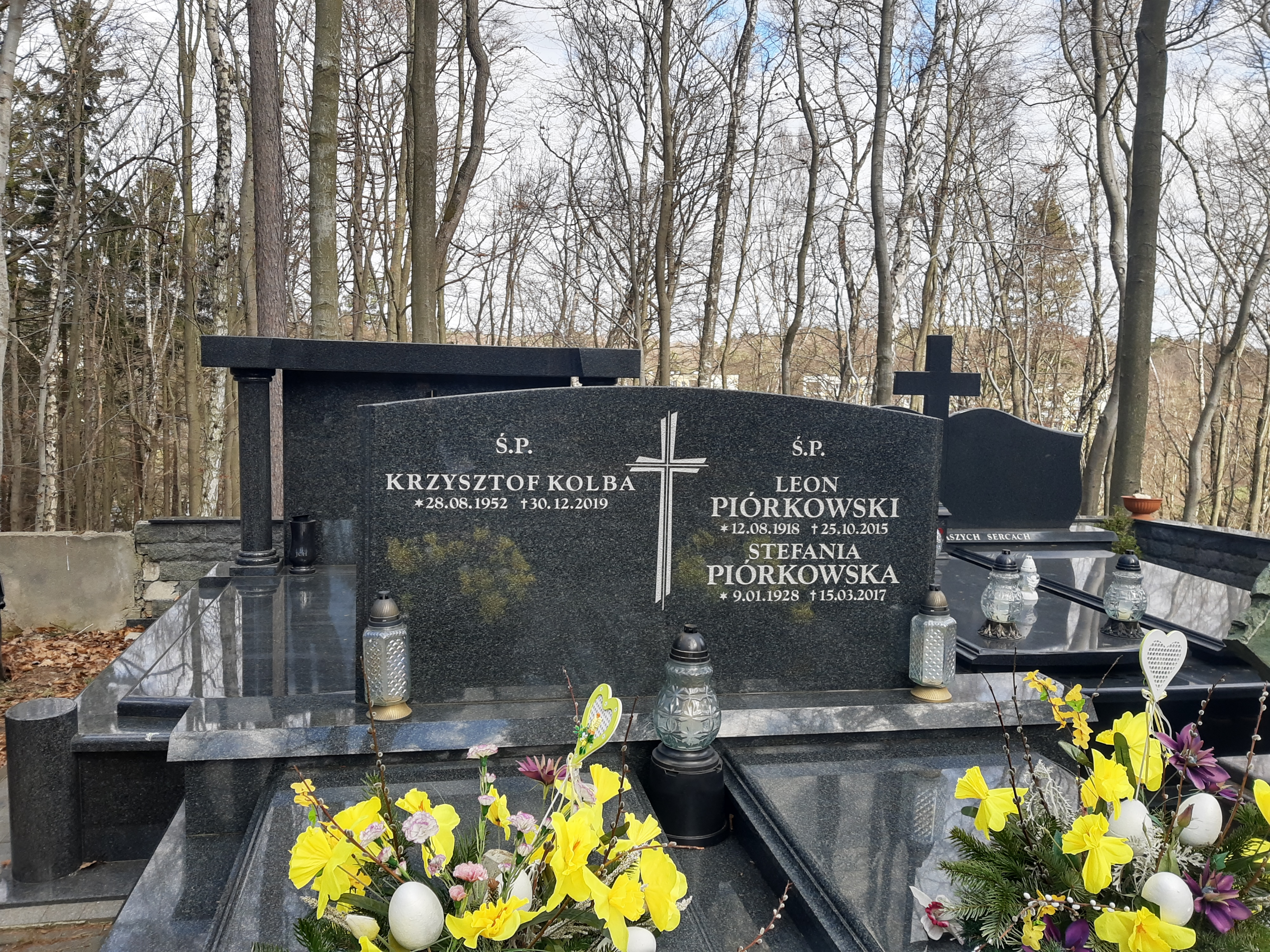
Grób Krzysztofa Kolby na Cmentarzu Komunalnym w Sopocie

W latach 1976–1978 był chórzystą w Teatrze Muzycznym im. Danuty Baduszkowej w Gdyni. W 1979 roku ukończył Studium Wokalno-Aktorskie przy tymże teatrze, zostając solistą zespołu. W Gdyni pracował do 1999 roku, kiedy to przeniósł się na deski Teatru im. Juliusza Osterwy w Gorzowie Wielkopolskim, gdzie występował do 2011 roku. Ostatnie lata kariery – aż do śmierci – był członkiem zespołu Teatru im. Aleksandra Sewruka w Elblągu. W latach 1987–1997 wystąpił również w czterech spektaklach Teatru Telewizji. 
Pochowany został na cmentarzu komunalnym w Sopocie (kwatera N11-1-49).

## Nagrody i odznaczenia
- 1990 – Nagroda prezydenta Gdyni z okazji Międzynarodowego Dnia Teatru[1]
- 2012 – Nagroda „Aleksandra” za rolę Tewjego w przedstawieniu „Skrzypek na dachu” w Teatrze im. Sewruka w Elblągu[1]
- 2016 – Odznaka honorowa „Zasłużony dla Kultury Polskiej”[1]

## Filmografia
- 07 zgłoś się (1978) – milicjant w Makówcu (odc. 7)
- Smażalnia story (1984)
- O cudownym narodzeniu Pańskim (1987, spektakl telewizyjny) – pasterz
- Gody weselne (1990, spektakl telewizyjny) – drużba
- Żołnierz Królowej Madagaskaru (1991, spektakl telewizyjny) – Nikifor, funkcjonariusz kolejowy i kelner w hotelu
- Niech żyje miłość (1991)
- Pasja - misterium o Męce, misterium o Zmartwychwstaniu (1997, spektakl telewizyjny) – Szatan I
- Rozdarcie czyli Gombro w Berlinie (2004)
- Fala zbrodni (2004) – Rosiak (odc. 15)
- Świat według Kiepskich (2005) – ojciec Stanisław (odc. 213)
- Wielkie ucieczki (2006) – odc. 2 „Tempelhof – brama do wolności”
- Sąsiedzi (2008) – kandydat na Indianina do programu Cezarego (odc. 145)

Źródło: Filmpolski.pl.